# 다키모토 하루히코
다키모토 하루히코(일본어: 滝本 晴彦, 1997년 5월 20일~)는 일본의 축구 선수이다.

## 구단 경력
그는 2016년 J1리그의 가시와 레이솔에 입단했다. 2022년 J3리그의 FC 이마바리로 이적했다.